# Red Earth
Red Earth, lançado no Japão como War-Zard (ウォーザード, Wōzādo), é um jogo de luta 2D com a temática fantasia lançado pela Capcom para arcades em 1996. Foi o primeiro jogo a usar o hardware CP System III da Capcom, o mesmo hardware em que Street Fighter III e seus derivados rodavam. Depois de 26 anos sem ser lançado em uma plataforma doméstica, foi anunciado em 20 de fevereiro de 2022 que Red Earth receberia seu primeiro porte como parte da Capcom Fighting Collection em 24 de junho de 2022 para PlayStation 4, Xbox One, Nintendo Switch e PC.

## Jogabilidade
Red Earth apresenta dois modos de jogo diferentes: um modo Quest para um jogador e um modo Versus para dois jogadores. No modo Quest, o jogador escolhe um dos quatro personagens principais e progride no enredo do seu personagem escolhido enquanto luta contra oito adversários diferentes controlados pelo computador em batalhas um contra um (assim como no primeiro Street Fighter), ganhando pontos de experiências a cada batalha, que servem para melhorar o ataque e a defesa do personagem e para acessar novos movimentos. No modo Versus, dois jogadores lutam entre si, cada um usando qualquer um dos quatro personagens principais (incluindo o mesmo personagem do outro jogador). Red Earth usa passwords que permite ao jogador jogar mais tarde no mesmo nível que seu personagem alcançou quando terminou na última vez. Cada personagem é capaz de adquirir novas habilidades dependendo do nível de habilidade alcançado.
O sistema de luta é semelhante aos jogos de luta anteriores da Capcom, como a série Street Fighter, com algumas nótaveis diferenças. Em primeiro lugar, um medidor de vitalidade de cada oponente controlado pelo computador enfrentado pelo jogador durante o modo Quest é exibido na parte inferior da tela e é muito maior do que o medidor de vitalidade do próprio jogador. Além disso, conforme o jogador acerta seus oponentes, várias moedas e baús de tesouro aparecem. Coletar moedas fornece pontos de experiência, enquanto vários tipos de itens diferentes podem ser encontrados em baús de tesouro, como orbes (usados para realizar super moves) e alimentos (que reabastecem a vitalidade do jogador). Esses elementos tornam o jogo muito semelhante a um jogo de ação de rolagem lateral, em vez de um jogo de luta tradicional, semelhante à adaptação do jogo beat 'em up Dungeons & Dragons, desenvolvida pela própria Capcom .
Red Earth é um dos poucos jogos da Capcom com fatalities. Eles incluem tipos como: dividir o oponente ao meio, decapitação, ruptura de artérias, remoção de órgãos e corte de membros do corpo. Ele também apresenta múltiplos finais e finais ocultos, que são influenciados pelas ações do jogador, como opções escolhidas (semelhantes ao final de Chun-Li em Super Street Fighter II), quantidade de créditos usadas e a maneira utilizada para matar os inimigos.

## Personagens
Red Earth ocorre em uma versão alternativa da Terra em algum momento do século XIV (a versão japonesa afirma um mundo pós-apocalíptico em 1999), onde o mundo não experimentou nenhuma revolução tecnológica ou Renascimento e ainda está em um estado medieval/mitológico.
Um novo país foi criado pelo malvado Scion, que enviou vários monstros para dominar o mundo. Quatro heróis surgem para defender a Terra.

### Heróis
- Leo (dublado por Daisuke Gōri[6] ) - O Rei de Savalia (Greedia em War-Zard ), que foi transformado em uma criatura meio-leão meio-homem quando uma força desconhecida invadiu seu reino. Os três Reis Magos tentaram remover a maldição, mas não conseguiram. Agora, Leo utiliza a maldição como sua força para "pagar sua dívida com seus compatriotas" apenas para retornar à Savalia e descobrir que um grande número de pessoas, tanto civis quanto militares, foram sequestrados, e que um monstro chamado Hauzer espera por ele.
- Kenji (Mukuro em War-Zard,[1] dublado por Yukimasa Kishino[6] ) - O chefe da família Ramon e líder dos Oniwabanshu, um esquadrão ninja de elite que serve Shogun de Zipang. Quando um exército desconhecido de invasores ataca seu país com navios negros voadores, Shogun ordena que Kenji avalie a situação. Embora Kenji desconfie secretamente do Shogun e acredite que ele possa estar traindo o país, ele segue adiante com tudo durante sua investigação.
- Tessa (Tabasa em War-Zard,[1] dublada por Tomoko Naka[6] ) - Uma "feiticeira" que estuda os aspectos científicos da magia. Ela mora em Icelarn e é excelente no uso da magia. Quando uma grande série de tempestades começou a ocorrer em sua área, Tessa começa a investigar a causa dela, acreditando que não é um fenômeno natural. Quando ela encontra um oponente, ela pode facilmente contar tudo sobre ele ou ela, seja o oponente bem ou mal.
- Mai-Ling (Tao em War-Zard,[1] dublado por Megumi Urawa[6] ) - Uma jovem artista marcial  talentoso de Gora. Ela encontra sua cidade natal em ruínas após retornar de um torneio de artes marciais. Momentos depois, a responsável pelo ataque, Lavia, aparece e a ataca. Após a luta com a harpia transformada, ela decide procurar pelo mundo por aqueles que atacaram sua casa e encontrar as crianças desaparecidas da sua aldeia.

### Chefes
- Hauzer - Um fóssil ressuscitado por Scion, que em grande parte se assemelha a um Tiranossauro rex com chifres de carneiro e barbatanas de um dragão. Ele foi enviado para atacar Savalia (Greedia no Japão), o reino de Leo e ocupá-lo.
- Kongou (dublado por Daisuke Gōri) - Kongou era um humano normal conhecido como Tanuma de Zipang. Ele era um comerciante corpulento sem habilidade de luta, mas que então conheceu Scion, que lhe concedeu a habilidade de se transformar em um oni. Conhecido agora como Kongou, ele começa a aterrorizar sua própria terra natal, com uma enorme kanabo e destruindo aqueles que estão em seu caminho.
- Hydron (Nool em War-Zard,[1] dublado por Osamu Hosoi ) - Um monstro lula mutante meio náutilo, meio kraken que recebeu o poder de Scion. Habita a fase Icelarn.
- Lavia (Luan em War-Zard, dublado por Tomoko Naka ) - Uma harpia que já foi do bem antes de ser amaldiçoada em um monstro atraente corrompida por Scion. Ela então começou a atacar Gora, a vila de Mai Ling que ela agora habita.
- Ravange (Secmeto em War-Zard[1] ) - Uma mistura entre uma esfinge egípcia e uma quimera grega . Ele foi criado por uma seguidora de Scion, a sacerdotisa governante de Sangypt (Alanbird no Japão) chamada Clara Tantra (Arumana IV no Japão) que infunde o poder do leão, cabra, águia, dragão e cobra junto com o dela em uma estátua da esfinge, que mais tarde ganha vida.
- Gi Gi (dublado por Osamu Hosoi ) - Uma estátua robótica de Chavín que habita a Cripta. Os detalhes do sprite de Gi Gi é um exemplo de paleta de cores assimétricos. Quando voltadas para a esquerda, as partes principais e decorações do corpo de Gi Gi são vermelhas, mas quando elas estão voltadas para a direita, são azuis. A mudança de cor de Gi Gi se tornaria a inspiração para o personagem Gill do jogo Street Fighter III, mas de uma forma mais detalhada.
- Blade (Originalmente Jihad nas versões japonesas anteriores, dublado por Yukimasa Kishino ) – O sub-chefe do jogo. Outrora comandante dos guarda-costas de Leo, Blade foi transformado em uma esmeralda por Scion, que anima a armadura ao seu redor. Agora, ele é o segundo no comando de Scion e atua como um guarda que protege o lado de fora do castelo de Darminor. Além disso, a batalha contra ele tem duas fases. Na primeira fase, ele usa capa vermelha. Na segunda fase, que é ativada quando ele sofre dano suficiente, ele descarta sua capa.
- Scion (Valdoll em War-Zard,[1] dublado por Daisuke Gōri ) - Um mago que reside dentro do castelo de Darminor e o chefe final do jogo. Um ser que se alimenta e extrai o poder das trevas e do ódio da humanidade, ele afirma ser o messias do mundo que pretende destruir a geração dos seres humanos para construir uma nova a partir de suas ruínas. Scion possui dragões que o auxiliam nas batalhas e possui um ataque semelhante ao Ouke no Sabaki, movimento usado por Anakaris da série Darkstalkers, no qual transforma um personagem em uma versão miniatura/infantil de si mesmo. Leo vira um filhote, Kenji vira um besouro, Tessa vira um pinguim e Mai-Ling vira um macaco. Depois de ser derrotado na primeira rodada, ele e seus dragões se transformam em formas poderosas durante a segunda rodada.

## Desenvolvimento
De acordo com Takashi Sado, Red Earth foi criado devido à crescente popularidade dos jogos de luta na década de 1990. Sado disse que o jogo foi inspirado em Magic Sword e The King of Dragons, ambos desenvolvidos pela Capcom. Porém, o que o diferenciou de outros jogos de luta foi a inclusão de um conjunto de parâmetros e equipamentos para que os jogadores casuais pudessem jogar com os jogadores mais experientes.

## Lançamento

### Trilha sonora
A trilha sonora oficial do jogo foi lançada em 18 de dezembro de 1996, por ¥3.200. Foi composta por Takayuki Iwai com ajuda adicional de Ryoji Yamamoto e Wataru Hachisako. Ela contém 72 músicas em 2 CDs. Certas músicas foram posteriormente utilizadas no jogo Capcom Fighting Evolution de 2004, embora sejam versões desatualizadas e ligeiramente desafinadas.

### Mercadorias
Dois livros sobre o jogo foram publicados no Japão. O primeiro, intitulado All About War-Zard, é uma visão aprofundada da criação do jogo. Ele contém muitas páginas de arte conceitual e capturas de tela, detalhes sobre aspectos técnicos e musicais do jogo, bem como estratégias de jogo. O outro livro, intitulado Gamest Mook #65: War-Zard, é um livro semelhante, porém não oficial. Este livro também contém uma seção para fanart .
Um mangá crossover entre Darkstalkers e Red Earth, intitulado "Maleficarum", foi publicado no Japão em 1997. A edição em inglês foi disponibilizada pela UDON em outubro de 2010. A Capcom também lançou diversas estatuetas dos diversos personagens e chefes do jogo.

## Recepção
No Japão, a Game Machine listou Red Earth em sua edição de 1º de fevereiro de 1997 como o segundo jogo de arcade mais popular por duas semanas.
O jogo foi analisado pela revista Hyper e avaliado com 4 de 5 estrelas.

## Legado
Alguns dos personagens de Red Earth estão presentes em outros videogames:
- Tessa aparece como personagem jogável em SNK vs. Capcom: SVC Chaos[10] e Super Gem Fighter como a chefe final,[2][11] além de uma participação especial no final de Leo em Capcom Fighting Evolution. Ela também aparece no final do Dr. Strange em Ultimate Marvel vs Capcom 3 .
- Leo apareceu como personagem jogável em Capcom Fighting Evolution.[10] Ele faz uma aparição no final de Hawkeye em Ultimate Marvel vs Capcom 3.
- Kenji também aparece como personagem jogável em Capcom Fighting Evolution.[10] Ele aparece como uma carta personagem no modo "Heroes and Heralds" do jogo Ultimate Marvel vs Capcom 3.
- Mai-Ling é a única dos quatro personagens principais que não apareceu como personagem jogável em um jogo crossover. No entanto, ela apareceu nos finais de Pyron e Leo em Capcom Fighting Jam, nas defesas de Tessa em Pocket Fighter e na teka de fundo da fase de Xangai em Capcom vs SNK 2 .
- Hauzer não só se tornou jogável em Capcom Fighting Jam,[10] mas também aparece no final de Ryu em Pocket Fighter e nos finais de Karas e Saki em Tatsunoko vs. Capcom: Ultimate All-Stars .
- Hydron é um personagem jogável em Capcom Fighting Jam.[10]
- Gi Gi aparece no final de PTX-40A em Tatsunoko vs. Capcom: Ultimate All-Stars .
- Vários dos chefes do Red Earth aparecem no fundo de um fase temática do Red Earth no Capcom Fighting Jam . Gi Gi e Kongou aparecem no final de Jedah neste jogo, e Blade também apareceu no final de Leo.
- Kongou e Ravange também aparecem no final de Hsien-Ko em Ultimate Marvel vs Capcom 3, junto com Thor Odinson da Marvel, Hela, Jedah de Darkstalkers e Orochi de Ōkami .
- Tessa, Leo, Kenji e Mai-Ling aparecem como cartas na série SNK vs. Capcom: Card Fighters Clash.
- Em Dragon's Dogma: Dark Arisen da Capcom, uma certa peça de armadura é chamada de "Cursed King's Belt" com a descrição de "Um cinto usado por um eliminador. A relíquia de um rei que foi amaldiçoado a viver como um leão, aumenta o habilidade do usuário de confundir seus oponentes." Isso faz referência a Leo.[7]
- Em Street Fighter V, de acordo com o Arcade Edition - Visionary Book II do jogo apenas em japonês, uma bola de cristal pertencente ao personagem Menat, de Street Fighter,  o "Olho Esquerdo do Leão" foi declarado pelo diretor do sexto jogo da linha principal, Takayuki Nakayama, que foi criado fruto de uma besta divina que se acredita ter protegido o reino fantasma do deserto de Sangypt, território de Ravange.
- Em 5 de janeiro de 2022, a franquia foi adicionada ao Teppen.[12][13]